# Первый украинский международный банк
ПУМБ (Первый украинский международный банк) — один из ведущих украинских банков (по состоянию на 09.01.2024 — 1.7 млн клиентов). Принадлежит промышленно-финансовой группе «СКМ», конечным бенефициантом является Ринат Ахметов.
Основан в 1991 году. С 2009 года организационно-правовая форма ПУМБ — акционерное общество. Центральный офис в Киеве. Всеукраинская сеть отделений банка сумарно насчитывает 211 отделений во всех областях Украины. ПУМБ — один из немногих банков, который во время кризиса 2014—2015 годов не только не закрыл ни одного отделения, а открывал новые.
Состоянием на 1 января 2018 года в банке обслуживается 1,2 миллионов розничных клиентов и более 40 тысяч корпоративных.

## История
Был создан как закрытое акционерное общество 20 ноября 1991 года. 23 декабря 1991 года зарегистрирован НБУ. В апреле 1992 года начал осуществлять банковские операции.
В 1992 году первым из украинских банков начал составлять финансовую отчётность в соответствии с международными стандартами учёта и подтверждать её ведущими аудиторскими компаниями. Одним из первых эмитировал собственную платёжную карту (1993). В 1995 году получил кредит ЕБРР в размере 13 млн долларов США. В 1998 году банк создал собственный Процессинговый центр. С этого же 1998 года ПУМБ начал сотрудничать с международными рейтинговыми агентствами. В 2002 году был открыт депозитарий ПУМБ, а в 2004 году начал работать резервный центр банка.
В 2005 году «СКМ Финанс» консолидировал 99 % акций банка в группе СКМ. В 2007 году банк осуществил дебютную эмиссию еврооблигаций на общую сумму 275 млн долларов США сроком обращения 3 года.
18 сентября 2006 года ПУМБ и банки-партнёры создали объединённую сеть банкоматов под совместным брендом «Радиус», транзакции которой обслуживает Процессинговый центр ПУМБ. На июль 2018 года сеть «Радиус» объединяла более 2300 банкоматов 23 банков.
В 2011 году состоялось операционное слияние ПУМБ и Донгорбанка. А в марте 2015 года ПУМБ завершил слияние с банком Ренессанс Капитал.
В ноябре 2021 года было достигнуто соглашение о покупке у польской финансовой группы Getin Holding S.A. Idea Bank. Банк был продан с премией к капиталу за 50-55 миллионов долларов США, что было редким явлением для украинской банковской сферы.

## Собственники и руководство
Главный акционер банка — ООО «СКМ Финанс» (92,24 % акционерного капитала), конечным бенефициантом  является Ринат Ахметов.
Высшим органом управления ПУМБ является общее собрание акционеров. Наблюдательный совет банка, избираемый Общим собранием акционеров и ему подотчетный, обеспечивает защиту прав акционеров банка, контролирует и регулирует деятельность Правления банка. Возглавляет правление председатель правления.

## Деятельность
ПУМБ — крупнейший украинский банк с частным капиталом, который предоставляет все виды банковских услуг. Его деятельность сосредоточена на коммерческих, розничных и инвестиционно-банковских операциях.
ПУМБ входит в ТОП-8 крупнейших банков Украины по версии рейтинга «Financial club» «50 ведущих банков Украины 2018» и ТОП-5 крупнейших банков Украины по версии «50 ведущих банков Украины» на 2023 год.
По состоянию на 1 января 2020 года чистая прибыль банка составила 2,6 млрд грн. Активы банка на 1 января 2022 года составили 75,3 млрд грн. Совокупный депозитный портфель составил 65,6 млрд грн.
С 2010 года банк предлагает услуги онлайн-банкинга, предоставляя клиентам возможность управления своими финансами с помощью компьютера или мобильного телефона в режиме 24/7 с использованием веб-версии интернет-банкинга «ПУМБ online», мобильных приложений, а с мая 2018 года — ещё и мессенджера Viber. В 2011 году вышло мобильное приложение ПУМБ, которое позволяет осуществлять большинство операций сервиса интернет-банкинга «ПУМБ online».
С 2015 года ПУМБ — банк-агент Фонда гарантирования вкладов физлиц (ФГВФЛ). С 2015 по 2017 год включительно банк выплатил вкладчикам неплатежеспособных банков 5,5 млрд грн.
В рамках поддержки МСБ в 2017 году ПУБ подписал соглашение с Правительством Беларуси о компенсации части процентной ставки на покупку белорусской сельхозтехники. Также в 2017 году при участии ПУМБ был подписан первый в Украине договор о принудительном выкупе акций.

## Рейтинги и награды
В 2010 году ПУМБ вошёл в рейтинг «Top 1000 World Banks» тысячи крупнейших банков мира по версии журнала «The Banker», дебютировав с 905‑ой позиции и став одним из четырёх попавших в него украинских банков. В 2011 году ПУМБ вошёл в ТОП-10 крупнейших банков Украины по ключевым финансовым показателям: активы, капитал, средства клиентов и кредитный портфель. В 2012 году ПУМБ получил награду «Best Banking Group Ukraine» от международного финансового издания World Finance (Великобритания).
ПУМБ стабильно удерживает позиции одного из крупнейших украинский банков, занимая разные позиции в ТОП-10 ежегодного рейтинга «Financial club», «Ukrainian Bankers Awards», журнала «Forbes Украина», журнала «Бизнес».
ТОП-5 крупнейших банков Украины по версии «50 ведущих банков Украины» на 2023 год.